# Babur-Gedächtnispark
Der Babur-Gedächtnispark ist eine Anlage in der usbekischen Stadt Andijon, der Heimatstadt des Herrschers Babur, der das Mogulreich begründete. Der Park wurde im Jahr 1993 eröffnet.

## Anlage
Der Park liegt sieben Kilometer südöstlich vom Stadtzentrum Andijons auf dem Hügel Bagishamol, der mit einer Seilbahn von Andijon aus erreicht werden kann. Angeblich soll Babur, bevor er seine Heimatstadt endgültig verließ, von diesem Hügel einen letzten Blick auf Andijon geworfen haben. In dem Park befindet sich auch ein Museum, das seltene Exponate zu Baburs Leben präsentiert und sein literarisches Werk, die Baburnama, vorstellt. Eine weitere Attraktion des Parkes ist ein Sitzbild Baburs, der von einem Sockel aus Marmor auf die Besucher herabblickt. Zudem gibt es einen symbolischen Schrein zum Gedenken an den Herrscher, in dem sich Erde aus Agra befindet, wo Babur starb und begraben wurde.
Neben den historischen Bezügen zeichnet sich der Park auch durch seine Pflanzenvielfalt aus. So wachsen auf dem Gelände mehr als 50 Baumarten und eine Vielzahl verschiedenster Pflanzen.